# How It Feels to Be Lost
How It Feels to Be Lost ist der Titel des sechsten Studioalbums der Post-Hardcore-Band Sleeping with Sirens, das am 6. September 2019 über Sumerian Records erscheint. Musikalisch stellt es eine Rückkehr zum Sound der Band auf den ersten beiden Alben With Ears to See and Eyes to Hear und Let’s Cheers to This dar.
Es beherbergt elf Titel und weist eine gesamte Spiellänge von 38 Minuten und 24 Sekunden auf.

## Hintergrundgeschichte
Nachdem das 2017 veröffentlichte Album Gossip eine komplette Abkehr von den musikalischen Wurzeln der Band dargestellt hatte, gab Sänger Kellin Quinn in einem 2019 geführten Interview mit Loudwire zu, dass er auf der Bühne die Nachrichten der Lieder nicht glaubhaft vermitteln konnte was es für ihn persönlich schwer machte, selbst an diese zu glauben. Er sagte zudem, dass er nicht wusste, wie es nach der Veröffentlichung von Gossip weiter gehen sollte und gar an eine musikalische Schaffenspause gedacht habe. Weiterhin gab Quinn an, dass er es bereut habe, keine Pause mit der Musik gemacht zu haben.
In einem Interview zwischen Quinn und Nick Martin auf dem Slam Dunk Festival mit dem britischen Magazin Rock Sound gaben die beiden Musiker an, erste Stücke geschrieben zu haben. Im November 2018 bestätigte Martin das Ende des Gossip-Albumzyklus und deutete die Veröffentlichung eines neuen Albums für das kommende Jahr an. Im Dezember gleichen Jahres befand sich die Band mit Produzent Matt Good von From First to Last im Studio und deuteten eine Rückkehr zu ihren musikalischen Wurzeln an. Unterstützt wurde Good bei der Produktion von Zakk Cervini.
Am 29. April 2019 beendeten die Musiker die Aufnahmearbeiten im Studio.

## Veröffentlichung
Am 19. Juni 2019 kündigte die Gruppe an, bei Sumerian Records unterschrieben zu haben. Außerdem wurde der Titel des Albums sowie das Veröffentlichungsdatum auf den 6. September 2019 festgelegt. Am Tag dieser Ankündigung veröffentlichte die Gruppe mit Leave It All Behind die erste Singleauskopplung. Exakt einen Monat später veröffentlichten Sleeping with Sirens mit Break Me Down ein zweites Stück aus dem Album.

## Titelliste
| #   | Titel                       | Länge | Anmerkungen           |
| --- | --------------------------- | ----- | --------------------- |
| 1.  | Leave It All Behind         | 3:18  | 1. Single, Musikvideo |
| 2.  | Never Enough                | 3:42  | feat. Benji Madden    |
| 3.  | How It Feels to Be Lost     | 3:38  |                       |
| 4.  | Agree to Disagree           | 3:03  |                       |
| 5.  | Ghost                       | 3:26  |                       |
| 6.  | Blood Lines                 | 3:28  |                       |
| 7.  | Break Me Down               | 3:11  | 2. Single             |
| 8.  | Another Nightmare           | 3:33  |                       |
| 9.  | P.S. Missing You            | 4:15  |                       |
| 10. | Medicine (Devil in My Head) | 3:14  |                       |
| 11. | Dying to Believe            | 3:37  |                       |

## Werbung
Um das Album zu bewerben tourte die Gruppe zwischen dem 3. und 22. November 2019 durch das Vereinigte Königreich und Europa mit vier Terminen in Deutschland.